# Mohamed Guessous
Mohamed Guessous ou Guessous (en arabe : محمّد جسّوس, translittération : Muḥammad Ǧassūs), est un intellectuel et sociologue marocain, né en 1938 à Fès et mort le 7 février 2014 à Rabat. Il a été qualifié de « Père de la sociologie au Maroc ».

## Biographie
Mohamed Guessous a participé à la formation de la première génération de sociologues au Maroc. Il a aussi été un membre éminent de l'Union socialiste des forces populaires, USFP.

### Études
- Doctorat en sociologie de Princeton University en 1969.
- Université de Laval au Canada.

### Enseignement et recherche
Il fut dès 1969, Professeur d'Enseignement Supérieur au Département de Sociologie de l'Université Mohammed V à Rabat.
Il fut nommé en 2004, professeur ad vitam aeternam à la même université.
Dans une étude consacrée à La Sociologie au Maroc publiée en 2011 dans la revue Sociologies, les chercheurs Hassan Rachik et Rahma Bourqia écrivent au sujet de Mohamed Guessous qu'il faut partie, au côté de Paul Pascon, des universitaires qui ont contribué à la genèse de la sociologie du Maroc indépendant.

### Vie politique
Il fut jusqu'en 2007, membre du bureau politique de l'USFP.
Il a été élu à la fin des années 1970 au Conseil Municipal de Rabat, où il a notamment travaillé sur l'amélioration du système de transport urbain.
Il était membre au début des années 2000 de la Commission pour la Réforme de l'Enseignement au Maroc (COSEF).

## Publications
- طروحات حول المسألة الاجتماعيّة / محمّد جسّوس (Ṭarūḥāt ḥawl al-masʾalaẗ al-iǧtimāʿiyyaẗ, « arguments sur la question sociale »), Dār našr al-maʿrifaẗ, 2003

- رهانة الفكر السوسيولوجي بالمغرب / محمّد جسّوس (Rihānaẗ al-fikr al-sūsyūlūǧī bi-al-Maġrib), Les Défis de la pensée sociologique au Maroc, Manšūrāt wizāraẗ al-ṯaqāfaẗ, 2003

- طروحات حول الثقافة واللغة والتعليم / محمّد جسّوس (Ṭarūḥāt ḥawl al-ṯaqāfaẗ wa-al-luġaẗ wa-al-taʿlīm, « arguments sur la culture, la langue et l'éducation »), Dār našr al-maʿrifaẗ, 2004

- (en) Equilibrium Theory and the Explanation of Social Change, 1969, Princeton University[5]